# فابيان فيجمان
فابيان فيجمان (بالألمانية: Fabian Wegmann) مواليد 20 يونيو 1980 في مونستر، شمال الراين-وستفاليا، ألمانيا، هو دراج ألماني في صنف سباق الدراجات على الطريق. شارك في دورة الألعاب الأولمبية الصيفية.

## وصلات خارجية
- الموقع الرسمي

## روابط خارجية
- فابيان فيجمان على موقع الاتحاد الدولي للدراجات (الإنجليزية)
- فابيان فيجمان على موقع أرشيف الدراجات (الإنجليزية)
- فابيان فيجمان على موقع إحصائيات الدراجات الإحترافية (الإنجليزية)
- فابيان فيجمان على موقع نسبة الدراجات (الإنجليزية)
- فابيان فيجمان على موقع CycleBase (الإنجليزية)
- فابيان فيجمان على موقع اللجنة الأولمبية الدولية (الإنجليزية)
- فابيان فيجمان على موقع أوليمبيديا (الإنجليزية)